# Talas (Quirguistão)
Talas é uma cidade no noroeste do Quirguistão, localizada no vale do Rio Talas entre duas cadeias montanhosas. Sua área é de treze quilômetros quadrados e sua população, em 2009, era de 32 886. É o centro administrativo da região de Talas.